# Elecciones provinciales del Neuquén de 1983
Las elecciones generales de la provincia de Neuquén de 1983 se realizaron el 30 de octubre del mencionado año con el objetivo de restaurar las instituciones democráticas constitucionales de la provincia después de más de siete años de la dictadura militar autodenominada Proceso de Reorganización Nacional. Tuvieron lugar al mismo tiempo que las elecciones presidenciales y legislativas a nivel nacional. Se debía elegir al Gobernador y al Vicegobernador mediante simple mayoría de votos para un mandato de cuatro años sin reelección inmediata. La Legislatura Provincial tenía un sistema de "mayoría automática" y "representación opositora automática", que daba 15 escaños al partido más votado y 10 al segundo, de un total de 25 escaños, sin que pudiera haber más de dos partidos en el legislativo ni un gobierno minoritario. Los cargos electos asumirían el 10 de diciembre.
Felipe Sapag, del Movimiento Popular Neuquino (MPN), partido gobernante antes del golpe, obtuvo su cuarta victoria electoral (y la tercera gobernación constitucional de Sapag) al lograr el 55.26% de los votos, seguido del jurista Oscar Massei, del Partido Justicialista (PJ) con el 22.62% y el primer abogado nacido en la provincia, Armando Vidal, de la Unión Cívica Radical (UCR), con el 20.06%. Después de este triunfo, dado que no se ha producido un nuevo golpe de Estado en Argentina, el MPN no volvió a abandonar el poder hasta las Elecciones provinciales del Neuquén de 2023 donde tuvo su primera derrota electoral.
El MPN también obtuvo la mayoría automática de 15 escaños. Debido al sistema de la elección legislativa, mientras que el primer lugar fue indiscutido, y el partido había ganado con un porcentaje que justificaba su mayoría absoluta (más del 55%), existió una profunda y poco común controversia con respecto al segundo lugar debido al empate absoluto entre el PJ y la UCR, con 23.457 votos exactos para ambos. La importancia de la elección legislativa era que el partido que quedara segundo, con los 10 escaños restantes, tendría una gran visibilidad política de cara a las siguientes elecciones. El empate exacto produjo, además, un parón constitucional. Oportunamente, bajo el alegato de que faltaban boletas, se impugnó la mesa 97 en la Escuela 118 de la capital provincial, y se realizó en ella una elección complementaria el 20 de noviembre de 1983. Mientras que en octubre el MPN había obtenido 98 votos contra 43 del PJ y 42 de la UCR, esta vez el PJ obtuvo 80 votos contra 74 de la UCR y 22 del MPN. El PJ se impuso, de este controvertido modo, por 6 votos y accedió a los 10 escaños.
En mayo de 2015, quien sería director de prensa de Sapag durante el gobierno subsiguiente, Héctor Castillo, confesó que hubo un pacto entre el PJ y el MPN con la finalidad de que este último le cediera los suficientes votos para acceder a la representación automática. Tras confirmar que su tendencia era irreversible y que ni su elección como gobernador ni su mayoría legislativa se verían afectadas, Sapag logró que la dirigencia partidaria solicitara a sus afiliados de la mesa 97 que votaran a los diputados del PJ.

## Resultados

### Gobernador y Vicegobernador
|  | 55.26 % |

|  | 22.62 % |

|  | 20.06 % |

|  | 0.91 % |

|  | 0.62 % |

|  | 0.28 % |

|  | 0.25 % |

|  | 95.87 % |

|  | 3.18 % |

|  | 0.94 % |

|  | 100.00 % |

|  | 86.60 % |

### Legislatura Provincial
|  | 52.83 % |

|  | 22.00 % |

|  | 22.00 % |

|  | 1.13 % |

|  | 0.71 % |

|  | 0.64 % |

|  | 0.28 % |

|  | 0.27 % |

|  | 0.13 % |

|  | 94.89 % |

|  | 4.23 % |

|  | 0.88 % |

|  | 100.00 % |

|  | 86.60 % |